# Vrbanjci
Vrbanjci (en serbe cyrillique : Врбањци) est une localité de Bosnie-Herzégovine. Elle est située dans la municipalité de Kotor Varoš et dans la république serbe de Bosnie. Selon les premiers résultats du recensement bosnien de 2013, elle compte 2 239 habitants.

## Démographie

### Évolution historique de la population dans la localité
| 1948 | 1953 | 1961  | 1971  | 1981  | 1991  | 2013  |
| ---- | ---- | ----- | ----- | ----- | ----- | ----- |
| -    | -    | 1 217 | 1 654 | 1 629 | 2 975 | 2 239 |

|  |

### Répartition de la population par nationalités (1991)
| Vrbanjci,Total 2013 : 2 239 |                |              |              |
| Année                       | 1991           | 1981         | 1971         |
| Musulmans /Bosniaques       | 1.468 (49,34%) | 487 (29,89%) | 514 (31,07%) |
| Croates                     | 799 (26,85%)   | 689 (42,29%) | 651 (39,35%) |
| Serbes                      | 658 (22,11%)   | 373 (22,89%) | 473 (28,59%) |
| Yougoslaves                 | 41 (1,37%)     | 79 (4,84%)   | 13 (0,78%)   |
| Inconnus/autres             | 9 (0,30%)      | 1 (0,06%)    | 3 (0,18%)    |
| Total                       | 2.975          | 1.629        | 1.654        |

### Communauté locale
En 1991, la communauté locale de Vrbanjci comptait 6 530 habitants, répartis de la manière suivante :

### Localités dans le secteur de Kotor Varoš, 1953
| Zone de recensement | Total | 'Serbes | Croates | Slovènes | Macédoniens | Monténégrins | Yougoslaves indécises | Tchèques | Polonais | Ruthènes – Ukrainiens | Autres Slaves | Autres Non-Slaves |
| KOTOR VAROŠ SECTEUR | 37898 | 25008   | 6485    | 4        | 4           | 10           | 6375                  | 2        | –        | 2                     | –             | 8                 |
| Kotor Varoš         | 4715  | 805     | 2640    | 2        | 3           | 6            | 1253                  | 1        | –        | 1                     | –             | 4                 |
| Maslovare           | 4574  | 3966    | 8       | –        | –           | –            | 600                   | –        | –        | –                     | –             | –                 |
| Previle             | 4576  | 3537    | 696     | –        | –           | –            | 342                   | –        | –        | –                     | –             | 1                 |
| Skender Vakuf       | 7100  | 6566    | 16      | –        | –           | –            | 518                   | –        | –        | –                     | –             | –                 |
| Šiprage             | 7746  | 6036    | 24      | 1        | 1           | –            | 1682                  | –        | –        | –                     | –             | 2                 |
| Vrbanjci            | 4919  | 1678    | 1728    | 1        | –           | 4            | 1505                  | 1        | –        | 1                     | –             | 1                 |
| Zabrđe              | 4268  | 2420    | 1373    | –        | –           | –            | 475                   | –        | –        | –                     | –             | –                 |